# Kościół św. Anieli Merici w Rzymie
Kościół św. Anieli Merici w Rzymie (wł. Chiesa di Sant'Angela Merici) – rzymskokatolicki kościół tytularny w Rzymie.
Świątynia ta jest kościołem parafialnym oraz kościołem tytularnym.

## Lokalizacja
Kościół znajduje się w V dzielnicy Rzymu – Nomentano (Q V) przy Via di Sant’Angela Merici 57.

## Patronka
Patronką świątyni jest św. Aniela Merici – założycielka urszulanek, żyjąca w latach 1474-1540.
Kościół został dedykowany tej świętej w związku z położonym niedaleko klasztorem Urszulanek Unii Rzymskiej, będącym główną siedzibą tego zakonu.

## Historia
Autorami projektu kościoła byli Aldo Aloysi i Ernesto Vichi. Budowę kościoła ukończono w 1955 roku, jednak został konsekrowany dopiero w 1967 roku. W dniu 25 września 1963 utworzono parafię św. Anieli Merici, której świątynia ta stała się kościołem parafialnym.

## Architektura i sztuka
Plan oparty kościoła jest oparty na ośmiokącie foremnym.
Wnętrze jest bardzo proste i surowe. Kościół jest oświetlony przez listwy okienne nad betonowymi panelami tworzącymi ściany oraz przez ośmiokątną latarnię. Nad ołtarzem główny zawieszono krucyfiks.
Podczas remontu wstawiono witraże, których autorem jest János Hajnal.

## Kardynałowie prezbiterzy
Kościół św. Anieli Merici jest jednym z kościołów tytularnych nadawanych kardynałom-prezbiterom (Titulus Sanctae Angelae Merici). Tytuł ten został ustanowiony przez papieża Franciszka 22 lutego 2014 roku
- Fernando Sebastián Aguilar (2014-2019)
- Sigitas Tamkevičius (2019-nadal)